# Dorfkirche Szydłowiec Śląski

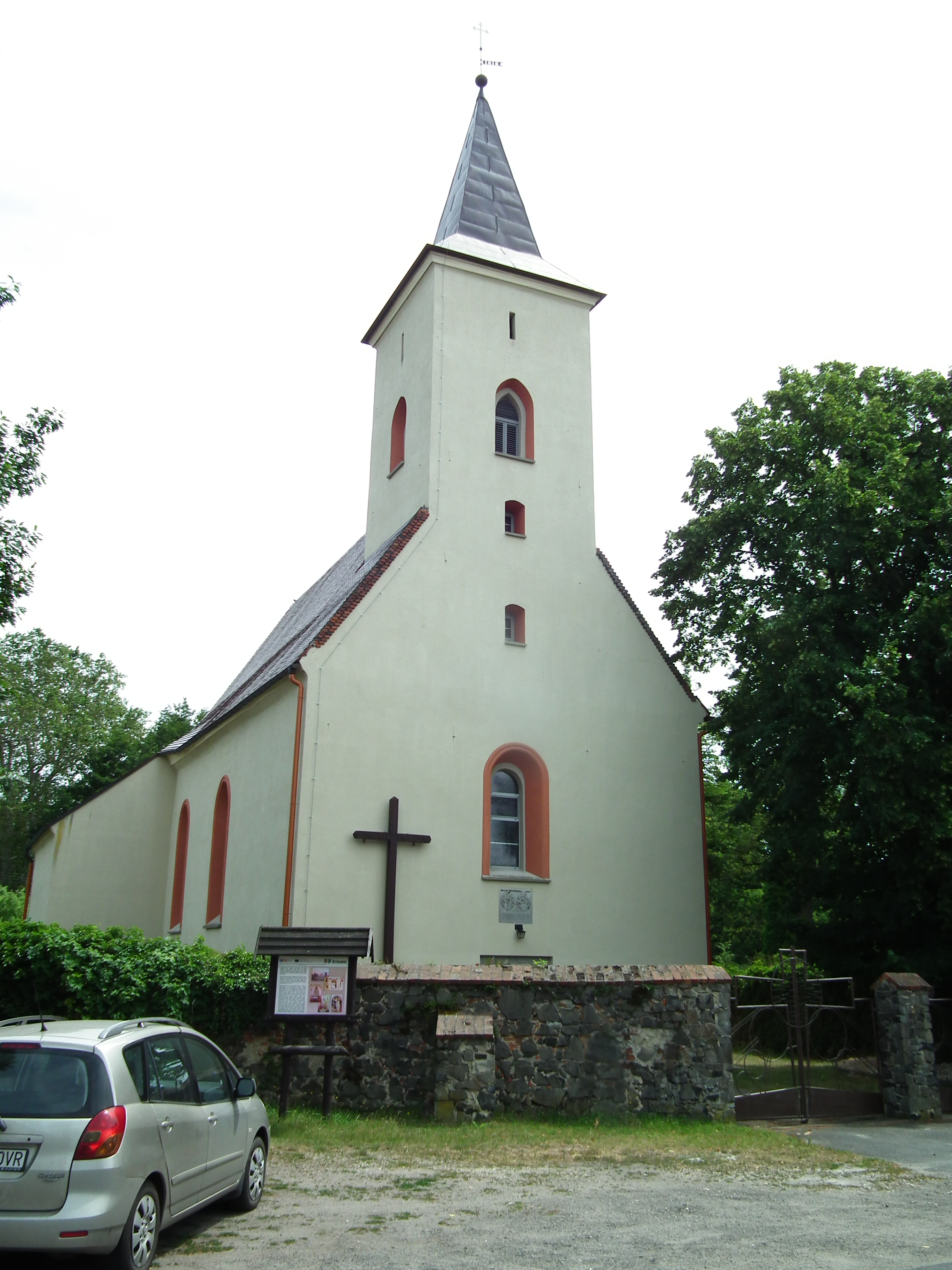
Mariä-Namen-Kirche (2019)

Die katholische Filialkirche Mariä Namen (polnisch kościół filialny p.w. Imienia Marii) wurde 1616/17 im oberschlesischen Dorf Schedlau (heute Szydłowiec Śląski) als evangelische Salvatorkirche errichtet.

## Lage
Die Kirche ist geostet und steht am Nordostende des Dorfes schräg zur Hauptstraße, die auf den Kirchturm zuläuft und an der Kirche vorbei zum ehemaligen Gut führt. Die Kirche steht also zwischen Dorf und Gut.

## Geschichte

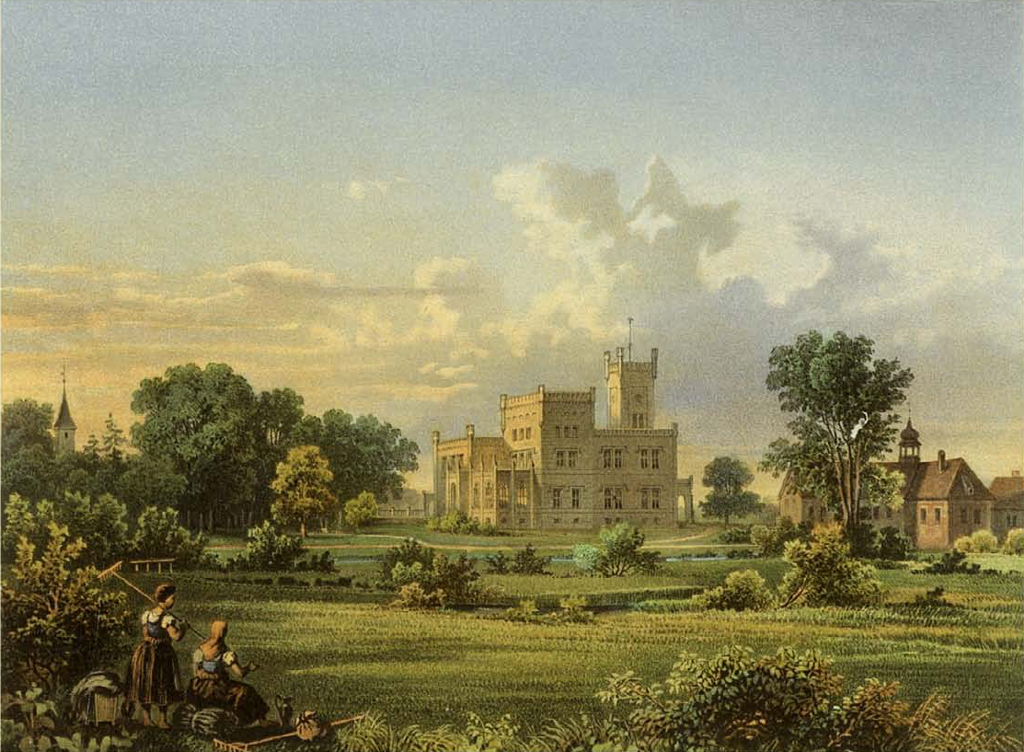
Dorfansicht 19. Jh., Sammlung Duncker

Seit 1379 ist Schedlau als Kirchdorf nachgewiesen.
Im Jahre 1533 kam Schedlau in den Besitz der Adelsfamilie Pückler, die hier ein Schloss erbauten und bis 1945 die Geschichte des Dorfes prägten. Die Pücklers führten die Reformation im Ort ein und im Jahre 1616 stifteten Hans von Pückler und seine Frau Helena von Sedlnitzky (Sedelnitzki) die steinerne Salvatorkirche anstelle der alten Holzkirche. Infolge des Kaiserlichen Restitutionsediktes von 1629 musste die Kirche wieder an die Katholiken zurückgegeben werden, obwohl die Bevölkerung größtenteils evangelisch blieb. So waren 1830 von den 389 Einwohnern nur 55 katholisch.
Die Kirche in Schedlau war und ist bis heute Filiale von Falkenberg (Niemodlin), die Evangelischen besuchten die dortige evangelische Kirche.

## Architektur und Ausstattung

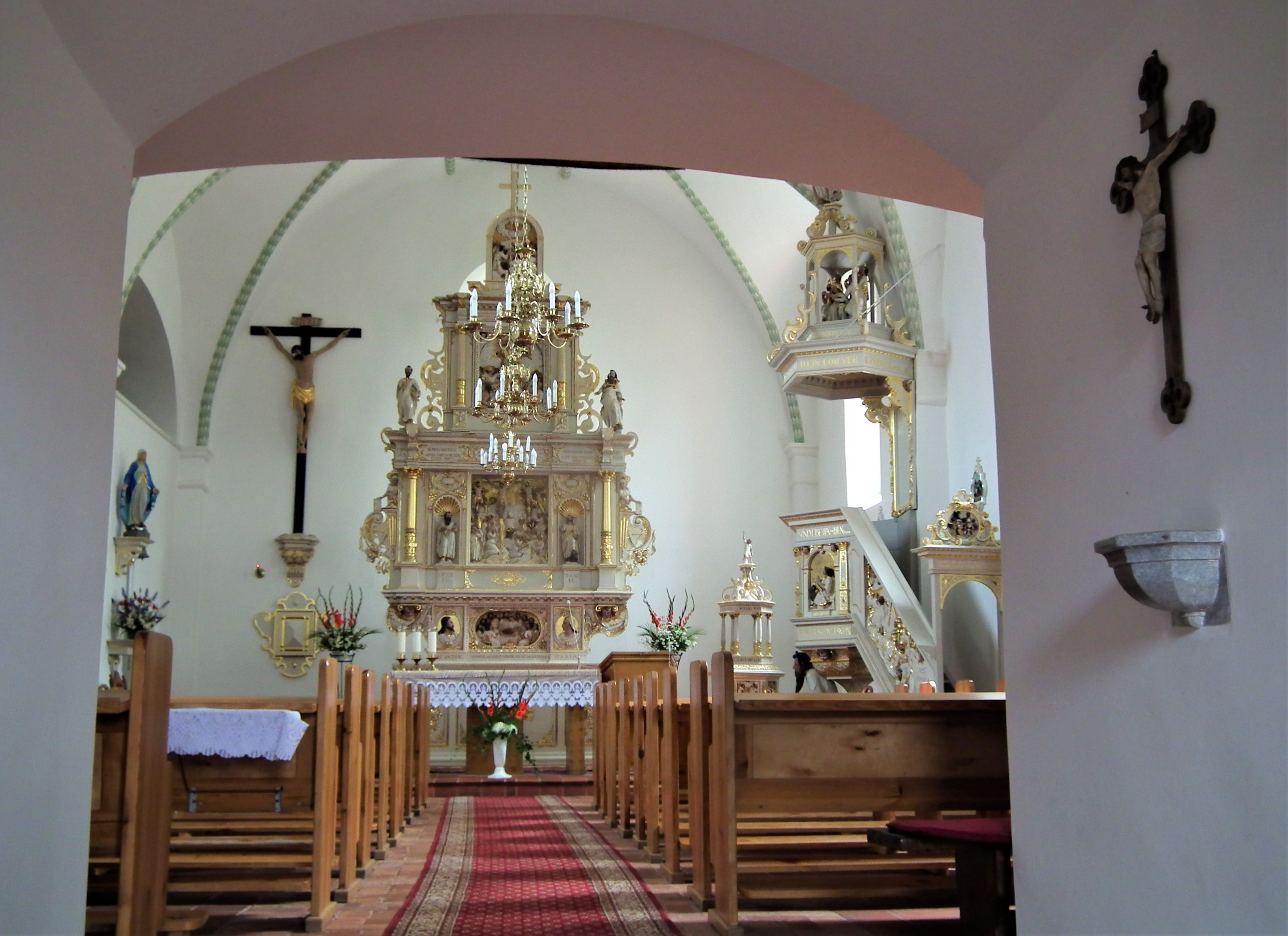
Blick in den Innenraum

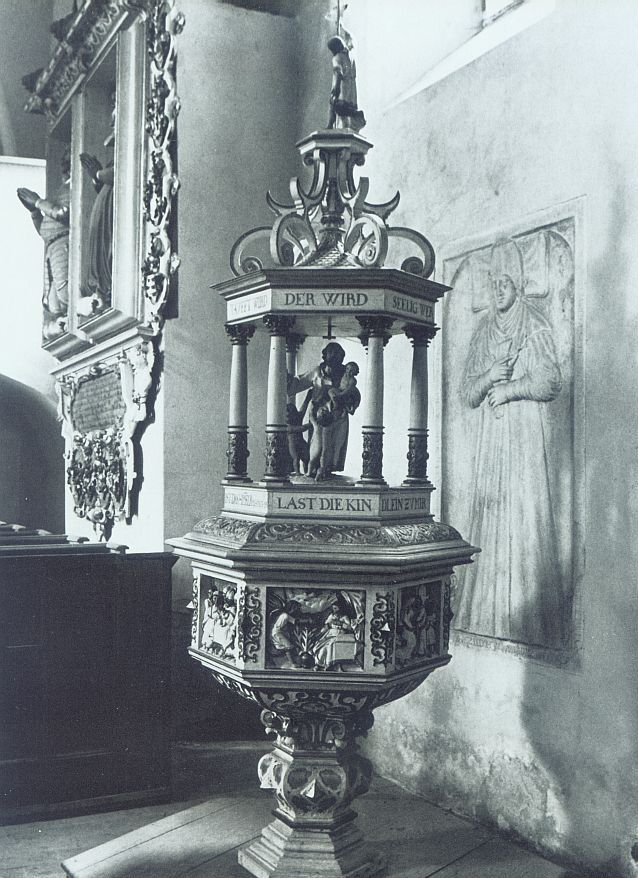
Taufbecken

Eine Tafel über dem Portal zeigt die Wappen der Stifter Hans von Pückler und seiner Frau Helena von Sedlnitzky und gibt Aufschluss über deren Stiftung: „Im 1616 Jar ist diese Christliche Apostolische / Euangelische Kirche von dem Edlen Gestrengen Herrn / Hans Pückler von Groditz Auff Schedelaw Sampt / Seinem Ehgemahl der Wolgebornen Frawen Frawen / Helena Sedlnitzkyn Von Choltitz Vnd Füll- / stein von Ihrem von Gott Beschereten Gutt vnd gelde / Erbawet Worden.“ Der Baumeister Antonio Rusco hatte einen schlichten Saalbau mit geradem Chorabschluss und einem niedrigen Frontturm errichtet.
Das Innere der dreijochigen Kirche wird von einem schlichten, von Lünetten geschmückten, Tonnengewölbe überspannt, birgt aber eine reiche manieristische Ausstattung. Hermann Fischer aus Neisse schuf den großen Hauptaltar, die Kanzel sowie den Taufstein, deren Farbfassung auf Caspar Winckler zurückgeht. Der Hauptaltar zeigt in vier Stufen das Letzte Abendmahl, die Kreuzigung, die Auferstehung und die Himmelfahrt Christi. Bei der Kanzel dient Mose, die zwei Gebotstafeln haltend, als Atlant. Die Balustrade zeigt die vier Evangelisten und schließlich findet sich auf dem Schalldeckel eine Plastik, die das Pfingstgeschehen darstellt. Im hohen Aufbau des Taufbeckens ist eine Skulptur von Jesus mit den Kindern aufgestellt. Sehenswert sind auch die Grabdenkmäler derer von Pückler, die sichtbares Zeichen der engen Verbindung des Ortes mit der Adelsfamilie sind. Unter ihnen sind auch zwei Kinderepitaphe, die jeweils vier Jungen bzw. vier Mädchen darstellen.
Bis auf eine Darstellung des Agnus Dei am Altar, die wohl im 19. Jahrhundert hinzugefügt wurde, stammt die Ausstattung der Kirche noch aus der lutherischen Zeit. Interessant ist hierbei die Inschrift der 477 Kilogramm schweren Kirchenglocke von 1615, die von Jakob Götz in Breslau gegossen wurde und nach dem Zweiten Weltkrieg in das fränkische Roßtal kam: „Der liebe Herr Gott steh uns bey wider alle Calvinisterey.“